# Aeroportul Upernavik
Aeroportul Upernavik (IATA: JUV, ICAO: BGUK) este un aeroport din Avannaata⁠(d), Groenlanda ce deservește zona Upernavik⁠(d). A fost numit după zona deservită.
Situat la o altitudine de 126 m, aeroportul dispune de o singură pistă. Este operat de Greenland Airport Authority⁠(d).